# Wohnturm Wack

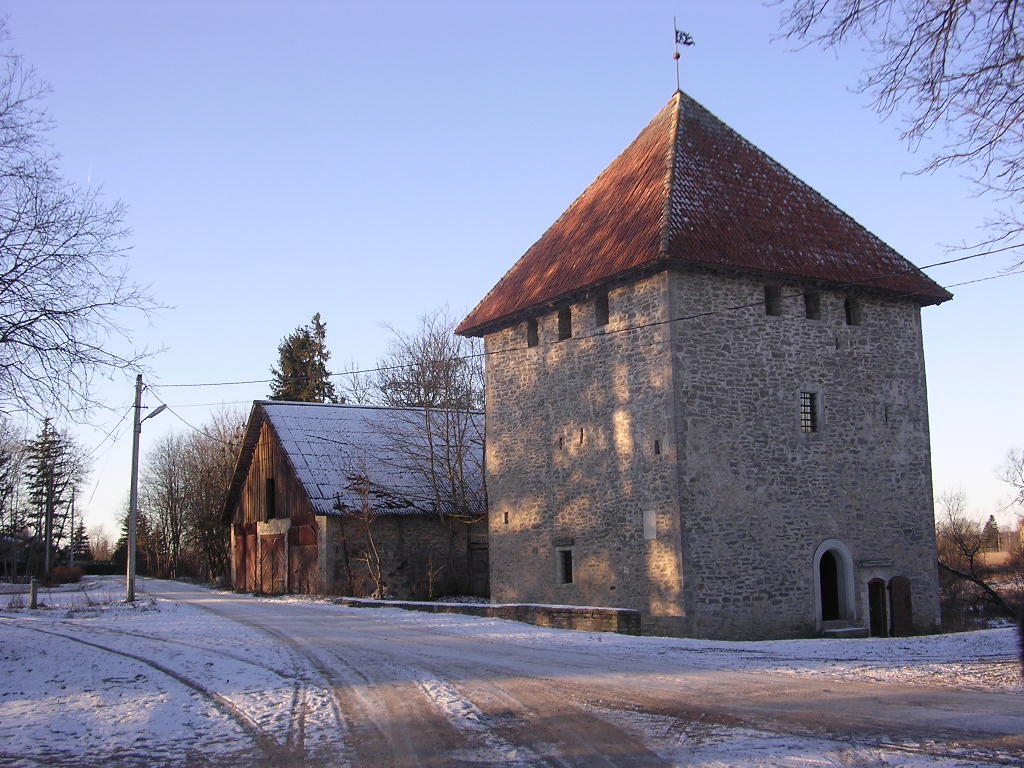
Wohnturm Wack

Der Wohnturm Wack (Estnisch Vao vasallilinnus) ist ein mittelalterlicher Wohnturm im estnischen Vao im Kreis Lääne-Viru. Der Ort gehört zum früheren Kirchspiel Klein-St. Marien in Wierland, nahe der Grenze  zur Deutschordensvogtei Jerwen.

## Geschichte
Die Turmburg war über Jahrhunderte Besitz baltendeutscher Familien. Die Wacke, nach denen der Ort benannt ist, waren schon 1286 dänische Lehnsträger, danach dann Vasallen des Livländischen Ordens. Im 16. Jahrhundert waren die von Wedewes Besitzer, danach 1623–1645 die von Bremen, 1645–1662 die von Anrep, 1662–1675 die von der Pahlen, 1675–1698 die von Budberg, 1698–1744 die von Helffreich und schließlich 1744–1919 die von Rennenkampff.
Der Burgturm Wack wurde 1986 umfassend restauriert und kann im Rahmen einer Führung besichtigt werden.

## Bauwerk
Der Turm auf einem quadratischen Grundriss von ca. 10 m Seitenlänge und mit vier Stockwerken hat bis heute weitestgehend den Originalzustand bewahrt. Genutzt wurde die Burg vermutlich nur in kriegerischen Zeiten, die Herrenfamilie wohnte ansonsten  wohl in archäologisch nachgewiesenen Holzhäusern auf dem Burggelände. Der Turm war noch durch einen Graben und eine umlaufende Mauer geschützt, von denen sich nur ganz geringe Reste erhalten haben.
Die beiden unteren Stockwerke haben ein Gewölbe. Das mit einem Mittelpfeiler versehene Kellergeschoss war durch eine sehr enge Mauertreppe mit den oberen Stockwerken verbunden. Das dritte Geschoss hatte den ursprünglichen Hocheingang. In den seitlichen Türstürzen des ursprünglichen Portals befinden sich gut erhaltene Öffnungen mit Zapfenverbindungen. Die dritte Etage wurde hauptsächlich als Wohnbereich genutzt. In der Nordwestecke befand sich ein Kamin, in der nördlichen Fensternische ein Dansker mit Fenster. Der vierte Stock war das Wehrgeschoss mit Wehrgängen auf der Ost- und Südseite.
Im Erdgeschoss ist eine kleine Ausstellung über Burg und Gut untergebracht, die sich auch der Geschichte der Rennenkampffs widmet.